# Hickmanolobus linnaei
Hickmanolobus linnaei là một loài nhện trong họ Orsolobidae.
Loài này thuộc chi Hickmanolobus. Hickmanolobus linnaei được miêu tả năm 2008 bởi Baehr & H. M. Smith.